# Selnik
Selnik je naselje v Občini Ig.